# Fanuele (angelo)

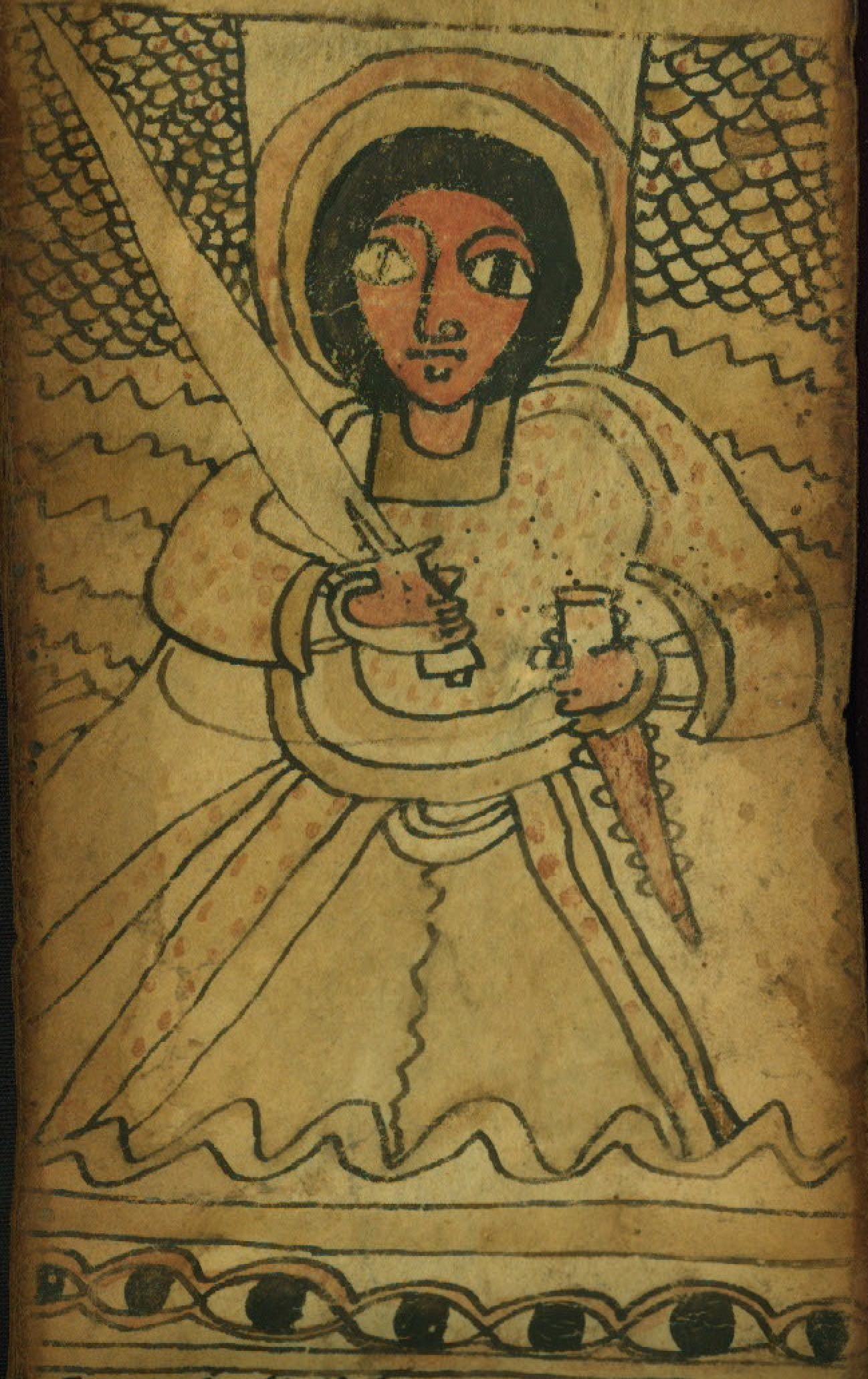
L’arcangelo Fanuele in un manoscritto etiope.

Fanuele è un nome menzionato nel Libro di Enoch (III secolo a.C.) ed è dato al quarto angelo dopo Michele, Raffaele e Gabriele. Altre grafie del nome (ebraico: פְּנוּאֵל Phənū'êl) includono Paniel, Peniel, Penuel, Fanuel, Orfiel e Orphiel. Il nome significa “Volto di Dio”. Esso è venerato nel giudaismo e nella Chiesa ortodossa etiope.

## Narrazione
(Libro di Enoch, 40:9)

## Interpretazioni
Fanuele è ritenuto essere uno dei quattro Angeli della Presenza. Nel Primo libro di Enoch è indicato anche come un angelo dell’esorcismo (si afferma che “espelle Satana”). Fanuele è stato associato anche all'Angelo della Penitenza menzionato nel Pastore di Erma.
Alcuni associano Fanuele a Uriele; tuttavia, il Libro di Enoch distingue chiaramente i due: Uriele significa “la luce di Dio”, mentre Fanuele ha un significato diverso. I doveri di Fanuele includono sostenere il trono di Dio, servire la Verità e servire come angelo del giudizio. Inoltre, come attesta il Libro di Enoch, Fanuele è l'angelo del pentimento per la speranza di coloro che hanno ereditato la vita eterna.
Mettendo insieme gli scritti di Enoc e l'Apocalisse di Giovanni, Fanuele, insieme a Michele, Gabriele e Raffaele berranno tutti dal 'torchio dell'ira di Dio', rafforzandoli in quel giorno, il Giorno del Signore. Nelle orde demoniache, il suo oppositore è Belial, diavolo e padre della menzogna.
Durante la battaglia di Armageddon, Fanuele rinuncerà a questa rivalità, per adempiere la profezia che Cristo distruggerà Belial con la parola della Sua bocca. Molti ritengono che Fanuele sia una delle voci angeliche descritte in Apocalisse 11:15: " Poi il settimo angelo suonò la tromba e nel cielo si alzarono voci potenti, che dicevano: «Il regno del mondo è passato al nostro Signore e al suo Cristo ed egli regnerà nei secoli dei secoli»”.
Secondo Enoch 40:7, egli è la quarta voce udita "che respinge i [molteplici] Satana (avversari o accusatori) e che vietano loro di presentarsi davanti al Signore degli spiriti per accusare coloro che abitano sulla terra".